# Mělnický Vrkoč
Mělnický Vrkoč je folklorní taneční a hudební festival. Koná se každoročně v první polovině měsíce června v Mělníku (okres Mělník ve Středočeském kraji). Účastní se ho soubory z Česka a ze zahraničí.

## Historie
První ročník folklorního festivalu pod názvem „Mělnický Vrkoč“ uspořádal folklorní soubor z Mělníka v roce 1978 (navázal na regionální přehlídky souborů středočeského kraje) a konal se každoročně až do roku 1982. V roce 1987 se soubor pokusil  o obnovu festivalu. Pro nedostatek finančních prostředků se festival již dále nekonal. Ke skutečné obnově tradice došlo v roce 1998  ve spojitosti s konáním České zemské přehlídky dětských folklorních souborů. Pro udržení  a rozvíjení tradice tanečního a hudebního festivalu v mělnickém regionu bylo z podnětu Aleny Wolfové založeno v roce 2000 sdružení „Mělnický Vrkoč“, které je hlavním pořadatelem festivalu.